# Włodzimierz Wisłocki
Włodzimierz Andrzej Wisłocki (ur. 26 listopada 1895, zm. 10 marca 1973 w Londynie) – podpułkownik dyplomowany piechoty Wojska Polskiego i Polskich Sił Zbrojnych, awansowany przez władze emigracyjne na stopień pułkownika.

## Życiorys
Urodził się 26 listopada 1895. Ukończył szkołę średnią zdając egzamin dojrzałości. W czasie I wojny światowej walczył w szeregach 2. kompanii I batalionu 1 Pułku Piechoty Legionów Polskich. Uczestniczył w kampanii wołyńskiej. 9 grudnia 1915 dostał się do rosyjskiej niewoli. Powrócił z niej w marcu 1918 . 
Po odzyskaniu przez Polskę niepodległości został przyjęty do Wojska Polskiego. Brał udział w wojnie polsko-bolszewickiej. Został awansowany do stopnia porucznika piechoty ze starszeństwem z 1 czerwca 1919, a następnie do stopnia kapitana piechoty ze starszeństwem z dniem 15 sierpnia 1924. W 1923, 1924 był oficerem 4 Pułku Strzelców Podhalańskich w Cieszynie. Był dowódcą kompanii. 2 listopada 1927, po zdaniu egzaminu wstępnego i odbyciu stażu liniowego, został powołany do Wyższej Szkoły Wojennej w Warszawie, w charakterze słuchacza kursu 1927–1929 z równoczesnym przeniesieniem do kadry oficerów piechoty. W sierpniu 1929, po ukończeniu kursu i otrzymaniu dyplomu naukowego oficera dyplomowanego, został przeniesiony służbowo do 14 Dywizji Piechoty w Poznaniu na stanowisko oficera sztabu. W październiku 1931 został przydzielony do Dowództwa Okręgu Korpusu nr IV w Łodzi na stanowisko kierownika Referatu Ogólno-Mobilizacyjnego, a od grudnia 1933 szefa Samodzielnego Referatu Bezpieczeństwa Wojennego. Został awansowany do stopnia majora piechoty ze starszeństwem z dniem 1 stycznia 1932. W grudniu 1934 został przeniesiony do 18 Pułku Piechoty w Skierniewicach na stanowisko dowódcy batalionu. Na stopień podpułkownika został mianowany ze starszeństwem z 19 marca 1939 i 61. lokatą w korpusie oficerów piechoty. W tym czasie pełnił służbę w Centrum Wyszkolenia Piechoty w Rembertowie na stanowisku wykładowcy przedmiotu taktyki broni połączonych.
W czasie kampanii wrześniowej 1939 walczył na stanowisku szefa sztabu rezerwowej 39 Dywizji Piechoty. Został wzięty do niewoli przez Niemców i był osadzony w Oflagu VII A Murnau. Po odzyskaniu wolności 29 kwietnia 1945 przedostał się do Wielkiej Brytanii i pozostał na emigracji. Został awansowany do stopnia pułkownika. Zamieszkiwał w Londynie i tam zmarł 10 marca 1973.

## Ordery i odznaczenia
- Krzyż Niepodległości – 9 listopada 1932 „za pracę w dziele odzyskania niepodległości”[20]
- Krzyż Oficerski Orderu Odrodzenia Polski – 3 maja 1958 za pracę na stanowisku kierowniczym jednego z działów Sztabu Głównego Polskich Sił Zbrojnych[21]
- Krzyż Walecznych
- Złoty Krzyż Zasługi – 10 listopada 1938 „za zasługi w służbie wojskowej”[22][23]

## Publikacje
- Zapomniana bitwa. „Bellona”. 3 i 4, 1952. Londyn.brak numeru strony